# 카라타 에리카
카라타 에리카(唐田 えりか 가라타 에리카[*], 1997년 9월 19일 ~)는 일본의 배우, 모델이다.

## 약력
카라타 에리카의 가족들은 목장을 경영하고 있으며 세 자매들은 방학 때 종종 부모님을 도와 목장에서 노동을 하는 것으로 알려졌다. 세 자매 중 막내인 카라타 에리카는 어렸을 때부터 패션 잡지를 읽었고 모델 생활에 대한 동경이 있었지만 배우를 꿈꾸지는 않았다. 치바현 내 여자고등학교 2학년 시절, 에리카는 '마더 목장'에서 아르바이트를 하던 중 우연히 목장에 온 현 사무소 매니저의 눈에 띄게 되어 스카웃되었으며, 이후 도쿄에 정착하면서 배우를 준비하게 되었다.
카라타 에리카는 2014년 9월 소녀시대의 뮤직 비디오 "DIVINE"에 출연했고 이후 산케이 스포츠'의 2015년 5월 4일자 기사 "気になるあの娘GWコレクション"에 소개되었으며, 2015년 7월 후지 TV 《드라마 사랑하는 사이》를 통해 데뷔했다.
깨끗하고 청초한 이미지로 일본 전역에서도 순수한 이미지를 가진 마스크로 많은 사랑을 받는 배우 중 한 명이다.
2016년 이미지 워드 조사에서 "청결감이 있다"라고 답한 응답 비율이 높은 여성 배우 순위 중 10~20대 여성 배우에서는 1위를, 여성 배우 전체에서도 하라다 토모요에 이어 2위를 차지했다.
2017년 9월 LG전자의 ‘V30’ 광고 모델로 발탁되었고, 10월 16일 한국의 연예기획사 BH 엔터테인먼트와 계약후 본격적인 한국 활동을 시작했다.

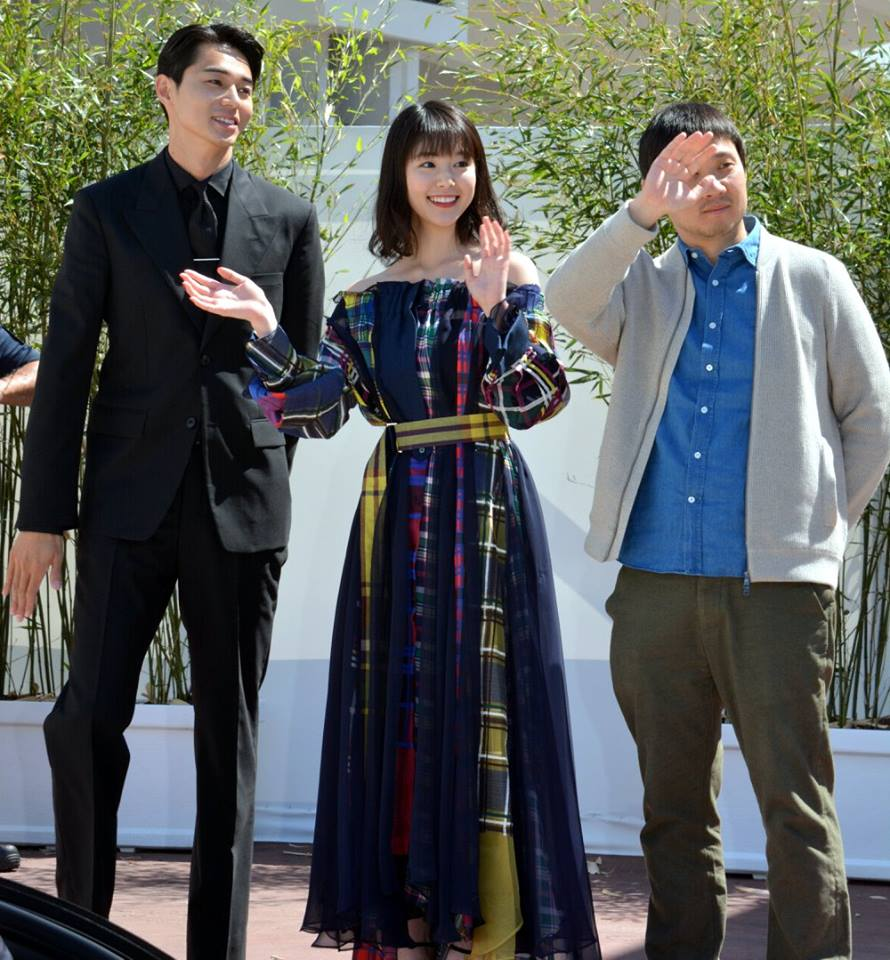
2018년 제71회 칸 국제영화제에 히가시데 마사히로, 하마구치 류스케 감독과 함께 참석한 카라타 에리카

그녀의 영화 데뷔작이자 주연작인 하마구치 류스케 감독의 영화 《아사코(원제: 寝ても覚めても)》가 2018년 제71회 칸 국제영화제 경쟁 부문에 초청되었다.
TBS 드라마 《병실에서 염불을 외지 마세요》에 1회 방영 후 자진 하차하였다.

## 출연

### 영화
| 연도 | 제목                                              | 역할        | 비고 |
| ---- | ------------------------------------------------- | ----------- | ---- |
| 2017 | 암흑여자 (暗黒女子)                               |             |      |
| 2018 | 러브X독 (ラブ×ドック)                             | 우에다 사키 |      |
| 2018 | 아사코 (寝ても覚めても)                           | 아사코      |      |
| 2018 | 각오는 됐나, 거기 여자 (覚悟はいいかそこの女子。) | 미와 미소노 |      |
| 2019 | 21세기의 소녀 (２１世紀の女の子)                  |             |      |

### 드라마
| 방송사          | 제목                                                                          | 역할            | 기간                       | 비고                                                                  |
| --------------- | ----------------------------------------------------------------------------- | --------------- | -------------------------- | --------------------------------------------------------------------- |
| 후지 TV         | 사랑하는 사이 (恋仲)                                                          | 시라이시 쿠루미 | 2015년 7월 20일            | 제1회                                                                 |
| TBS             | 오모테산도 고교 합창부! (表参道高校合唱部！)                                  | 캠페인 걸       | 2015년 8월 14일            | 제5회                                                                 |
| TV 도쿄         | 목소리 사랑 (こえ恋)                                                          | 미도리카와 레나 | 2017년 7월 20일 - 9월 14일 |                                                                       |
| 간사이 TV       | 메디컬 팀 레이디 다빈치의 진단 (メディカルチーム・レディ・ダ・ヴィンチの診断) | 토모미          | 2016년 10월 25일           | 제3회                                                                 |
| BS JAPAN        | 뮤지션의 여동생 (ミュージシャンの妹)                                          |                 | 2016년 12월 13일           | 유성 방송국 〜 쌍둥이 자리 유성군 LIVE 〜 프로그램 내 연작 단편드라마 |
| C CHANNEL       | 사실은 너에게 좋아한다고 말하고 싶어 ! (ほんとはキミに好きって言いたい！)     | 미즈키          | 2017년 2월 7일             | 웹드라마                                                              |
| 후지 TV         | 기묘한 이야기 '17 봄 특별편 (世にも奇妙な物語 '17春の特別編)                  | 유카리          | 2017년 4월 29일            | 꿈속의 남자 편                                                        |
| 후지 TV         | 귀족탐정 (貴族探偵)                                                           | 토쿠라 에리코   | 2017년 5월 29일            | 제7회                                                                 |
| NHK 종합        | 블랭킷 캣 (ブランケット・キャッツ)                                            | 사에키 사쿠라   | 2017년 6월 23일 - 8월 4일  |                                                                       |
| 니혼 TV         | 토도메의 키스 (トドメの接吻)                                                  | 아오타 마린     | 2018년 1월 7일 - 3월 11일  |                                                                       |
| TBS             | 이 세상의 한 구석에 (この世界の片隅に)                                        | 타루            | 2018년 8월 12일            | 제5회                                                                 |
| NHK 종합        | 디지털 타투 (デジタル • タトゥー)                                             | 이와이 사키     | 2019년 5월 18일 - 6월 15일 |                                                                       |
| 간사이 TV       | 코나츠비요리 (小夏日和)                                                       | 코나츠          | 2019년 7월 7일             |                                                                       |
| TBS             | 나기의 휴식 (凪のお暇)                                                        | 이치카와 마도카 | 2019년 7월 19일 - 9월 20일 |                                                                       |
| tvN             | 아스달 연대기 파트 3                                                          | 카리카          | 2019년 9월 7일 - 9월 22일  | 한국 드라마                                                           |
| TV 도쿄         | 해러스먼트 게임 (ハラスメントゲーム)                                          | 카노 하츠미     | 2020년 1월 10일            | 드라마 스페셜                                                         |
| TBS             | 병실에서 염불을 외지 말아 주세요 (病室で念仏を唱えないでください)             | 오사나이 미유키 | 2020년 1월 17일            |                                                                       |
| NHK BS 프리미엄 | 금붕어 공주 (金魚姫)                                                          | 아유            | 2020년 3월 29일            |                                                                       |
| WOWOW           | 대장금 (宮廷女官 チャングムの誓い)                                            | 서장금          |                            |                                                                       |

## 그 외 출연

### CM
- 소니 손해 자동차 보험 (2015년 9월 25일 - 2017년 7월 21일)
- 일본항공 - 3월의 교정 편 (2017년 3월 4일 -)
- LG전자 - LG V30 보랏빛 하늘 편 (2017년 9월 20일 -)

## 수상
| 연도 | 시상식                                   | 부문            | 작품   | 출처  |
| ---- | ---------------------------------------- | --------------- | ------ | ----- |
| 2018 | 제6회 BIFF 마리끌레르 아시아 스타 어워즈 | 아시아의 얼굴상 | 아사코 | [ 6 ] |
| 2018 | 제42회 야마지 후미코 영화상              | 신인여우상      | 아사코 |       |
| 2018 | 제40회 요코하마영화제                    | 최우수 신인상   | 아사코 |       |